# Get Wet
Get Wet è il primo album in studio del gruppo musicale electro house statunitense Krewella, pubblicato nel 2013.

## Tracce
1. Live for the Night – 3:26
2. We Go Down – 3:05
3. Come & Get It – 3:25
4. Enjoy the Ride – 3:31
5. We Are One – 4:36
6. Dancing with the Devil (featuring Patrick Stump & Travis Barker) – 3:58
7. Alive – 4:48
8. Pass the Love Around – 3:18
9. Ring of Fire – 4:23
10. Human – 3:15
11. Killin' It – 3:26
12. This Is Not the End (featuring Pegboard Nerds) – 3:53

## Classifiche
| Classifica (2013) | Posizione raggiunta |
| ----------------- | ------------------- |
| Stati Uniti       | 8                   |